# Starobin
Starobin (bělorusky Старобін, rusky Старобин) je sídlo městského typu v Bělorusku a žije v něm přibližně 6 500 obyvatel. Je sídlem selsovětu v Salihorském okrese Minské oblastí. Leží na řece Sluči 140 km jižně od Minsku.
Sídlo je poprvé zmiňováno v šestnáctém století. Bylo součástí Sluckého knížectví a pak patřilo rodům Radziwiłłů, Wittgensteinů a Hohenlohů. V roce 1654 mu bylo uděleno právo pořádat trhy. Po třetím dělení Polska se Starobin stal součástí Ruské říše a od roku 1919 patřil k Běloruské SSR. V letech 1924 až 1962 byl sídlem okresních úřadů.
V okolí se nacházejí velká ložiska draselných solí. Těží se zde také rašelina, z níž se v místní továrně vyrábějí topné brikety. Starobin má také potravinářský a dřevozpracující průmysl, střední školu, polikliniku a kulturní dům. Prochází jím silnice R25 a v jeho blízkosti se nachází Salihorská přehradní nádrž. K památkám patří židovský hřbitov, kostel sv. Mikuláše z roku 1859 a kostel sv. Jana Křtitele z roku 2012. Je zde pohřben hrdina Sovětského svazu Dmitrij Guljajev (1915–1943), který vedl partyzánský odboj v místních lesích. Autorem Guljajevova pomníku je Andrej Bembel.  